# هونیگزه
هونیگزه (به آلمانی: Honigsee) یک شهر در آلمان است که در Plön (District) واقع شده‌است. هونیگزه ۴۵۳ نفر جمعیت دارد.